# Finn Wolfhard
Finn Michael Wolfhard (Vancouver, 23 de dezembro de 2002) é um ator, dublador, músico, roteirista e diretor canadense.
Entre seus papéis inclui-se Mike Wheeler na série Stranger Things (2016–presente), da Netflix, pelo qual recebeu três indicações ao Prêmio Screen Actors Guild para melhor elenco em série de drama, ganhando uma. No cinema, destacou-se como Richie Tozier na adaptação cinematográfica do livro It, de Stephen King, e sua sequência It Chapter Two (2019), Boris Pavlikovsky no drama The Goldfinch (2019), a voz de Pugsley Addams em The Addams Family (2019), e Trevor em Ghostbusters: Afterlife (2021). Wolfhard fez sua estreia na direção com o curta de comédia Night Shifts (2020).
Como músico, foi vocalista e guitarrista da banda de indie rock Calpurnia e atualmente é integrante da banda The Aubreys.

## Primeiros anos
Wolfhard nasceu em Vancouver, Colúmbia Britânica, Canadá, em uma família com ascendência francesa, alemã e judaica. Ele estudou em uma escola católica. Seu pai, Eric Wolfhard, é um pesquisador das reivindicações de terras indígenas no Canadá. Ele tem um irmão mais velho, o ator Nick Wolfhard.

## Imagem pública
Wolfhard foi listado pela revista Variety entre os jovens de Hollywood com mais impacto consecutivamente entre 2017 e 2019. Em 2018 e 2019, The Hollywood Reporter o elegeu uma das melhores trinta estrelas abaixo dos dezoito anos. Ele foi incluso na lista Forbes 30 Under 30 em 2020 por seu trabalho na área do entretenimento.

## Filmografia

### Cinema
| Ano  | Título                                      | Papel                   | Notas                              |
| ---- | ------------------------------------------- | ----------------------- | ---------------------------------- |
| 2013 | Aftermath                                   | Charles jovem           | Curta-metragem                     |
| 2017 | It                                          | Richie Tozier           |                                    |
| 2018 | Dog Days                                    | Tyler                   |                                    |
| 2018 | Howard Lovecraft and the Kingdom of Madness | Herbert West            |                                    |
| 2019 | It Chapter Two                              | Richie Tozier jovem     |                                    |
| 2019 | The Goldfinch                               | Boris Pavlikovsky jovem |                                    |
| 2019 | The Addams Family                           | Pugsley Addams          |                                    |
| 2020 | The Turning                                 | Miles Fairchild         |                                    |
| 2020 | Carmen Sandiego: To Steal or Not to Steal   | Jogador                 | Curta-metragem                     |
| 2020 | Rules for Werewolves                        | Bobert                  | Curta-metragem                     |
| 2021 | How It Ends                                 | Ezra                    |                                    |
| 2021 | Ghostbusters: Afterlife                     | Trevor                  |                                    |
| 2022 | When You Finish Saving the World            | Ziggy                   |                                    |
| 2022 | Guillermo del Toro's Pinocchio              | Candlewick              |                                    |
| 2023 | Hell of a Summer                            | Chris                   | Co-escritor, co-diretor e produtor |
| 2024 | Ghostbusters: Frozen Empire                 | Trevor Spengler         |                                    |
| 2024 | Saturday Night                              | NBC page                |                                    |
| 2025 | The Legend of Ochi                          | Petro                   |                                    |

### Televisão
| Ano           | Título                   | Papel                 | Notas                             |
| ------------- | ------------------------ | --------------------- | --------------------------------- |
| 2014          | The 100                  | Zoran                 | Episódio: "Many Happy Returns"    |
| 2015          | Supernatural             | Jordie Pinsky         | Episódio: "Thin Lizzie"           |
| 2016-presente | Stranger Things          | Mike Wheeler          | Elenco principal                  |
| 2019          | Carmen Sandiego          | Jogador               | 32 episódios                      |
| 2020          | Smiling Friends          | Cara nas Paredes      | Episódio: "Desmond's Big Day Out" |
| 2020          | JJ Villard's Fairy Tales | Boypunzel / Manpunzel | Episódio: "Boypunzel"             |
| 2021          | Duncanville              | Jeremy / Norman       | Episódio: "Das Banana Boot"       |
| 2022          | Smiling Friends          | Cara nas paredes      | Episódio: "Desmond's Big Day Out" |

## Prêmios e indicações
| Ano  | Prêmio                          | Categoria | Trabalho indicado | Resultado | Ref.   |
| ---- | ------------------------------- | --- | ----------------- | --------- | ------ |
| 2017 | Young Artist Awards             | Melhor Performance em Série de Televisão ou Filme – Jovem Ator                                                        | Stranger Things   | Indicado  | [ 13 ] |
| 2017 | Teen Choice Awards              | Melhor Estrela de Televisão Escolhida                                                                                 | Stranger Things   | Indicado  | [ 14 ] |
| 2017 | Screen Actors Guild Awards      | Melhor Elenco em Série Dramática                                                                                      | Stranger Things   | Venceu    | [ 15 ] |
| 2018 | Screen Actors Guild Awards      | Melhor Elenco em Série Dramática                                                                                      | Stranger Things   | Indicado  | [ 16 ] |
| 2018 | MTV Movie & TV Awards           | Melhor Beijo (com Millie Bobby Brown)                                                                                 | Stranger Things   | Indicado  | [ 17 ] |
| 2018 | MTV Movie & TV Awards           | Melhor Dupla (com Sophia Lillis, Jaeden Lieberher, Jack Dylan Grazer, Wyatt Oleff, Jeremy Ray Taylor e Chosen Jacobs) | It                | Venceu    | [ 17 ] |
| 2018 | MTV Movie & TV Awards           | Melhor Dupla (com Gaten Matarazzo, Caleb McLaughlin, Noah Schnapp e Sadie Sink)                                       | Stranger Things   | Indicado  | [ 17 ] |
| 2018 | Teen Choice Awards              | Ator de Ficção/Fantasia Escolhido                                                                                     | Stranger Things   | Indicado  | [ 18 ] |
| 2019 | Teen Choice Awards              | Ator de Televisão de Verão Escolhido                                                                                  | Stranger Things   | Indicado  | [ 19 ] |
| 2019 | People's Choice Awards          | Estrela Masculina de Televisão de 2019                                                                                | Stranger Things   | Indicado  | [ 20 ] |
| 2020 | Screen Actors Guild Awards      | Melhor Elenco em Série Dramática                                                                                      | Stranger Things   | Indicado  | [ 21 ] |
| 2020 | Atlanta Shortsfest              | Melhor Diretor | Night Shifts      | Venceu    | [ 22 ] |
| 2021 | Nickelodeon Kids' Choice Awards | Ator de Televisão Favorito                                                                                            | Stranger Things   | Indicado  | [ 23 ] |